# ایکر لئونت
ایکر لئونت (اسپانیایی: Iker Leonet‎؛ زادهٔ ۱۰ دسامبر ۱۹۸۳) دوچرخه‌سوار اهل اسپانیا است. وی عضو تیم‌هایی همچون تیم موویستار بوده است.